# Stefano Cerioni
Stefano Cerioni (n. 24 ianuarie 1964, Madrid, Noua Castilie⁠(d), Spania) este un fost scrimer olimpic italian specializat pe floretă. În prezent lucrează ca antrenor de scrimă.
A fost laureat cu trei medalii olimpice, inclusiv două de aur, din patru participări consecutive ale Jocurilor: Los Angeles 1984, Seul 1988, Barcelona 1992 și Atlanta 1996. După ce s-a retras a devenit antrenor de scrimă la Jesi, orașul copilăriei sale. A crescut-o în special pe campioana olimpică Elisa Di Francisca. După Jocurile Olimpice din 2004 a fost numit antrenor național al lotului italian masculin de floretă, apoi în 2008, antrenor ambilor loturi, masculin și feminin. Sub îndrumarea sa, italieni au câștigat toate medaliile la proba feminină individuală și ambele medalii de aur pe echipe la Jocurile Olimpice din 2012. După acest triumf, a plecat în Rusia, cea mai mare rivală Italiei la floretă, unde a devenit antrenor național, masculin și feminin.

## Legături externe
- Prezentare Arhivat în 13 august 2016, la Wayback Machine. la Confederația Europeană de Scrimă
- en Stefano Cerioni la Olympedia.org
- Materiale media legate de Stefano Cerioni la Wikimedia Commons